# Kałęczyn (powiat makowski)
Kałęczyn – wieś sołecka w Polsce położona w województwie mazowieckim, w powiecie makowskim, w gminie Czerwonka.
W latach 1975–1998 miejscowość należała administracyjnie do województwa ostrołęckiego.